# 千禧橋 (蒙特內哥羅)
千禧橋 是蒙特內哥羅首都波德戈里察的一座橋樑，橫跨莫拉查河。該橋由一家斯洛維尼亞公司和蒙特內哥羅大學教授設計，在2005年蒙特內哥羅國慶日開通。千禧橋很快成為蒙特內哥羅地標之一。這座橋全長173米，修建耗資約700萬歐元。

## 外部連結
- Structurae数据库中Millennium Bridge (Podgorica)的数据

42°26′41.69″N 19°15′32.45″E / 42.4449139°N 19.2590139°E